# إبراهيم الخدري
الشيخ إبراهيم الخدري (1964)م ، قارئ قرآن بحريني وإمام مسجد شناف الجنوبي بالحد، ومعلم التربية الإسلامية سابقًا في المعهد الديني.

## المؤهلات الدراسية
ولد الشيخ إبراهيم بن عبد الرحيم بن علي الخدري في مملكة البحرين عام 1385هـ ، الموافق 1964م ، وتخرج من الثانوية العامة - القسم العلمي، ومن ثم التحق بالجامعة الإسلامية بالمدينة المنورة - كلية الشريعة، ونال شهادة الليسانس ثم الماجستير من جامعة الإمام محمد بن سعود الإسلامية بالرياض بتقدير الامتياز.

## المسيرة القرآنية
بدأ يحفظ القرآن الكريم عندما كان عمره خمسة عشر سنة، على يد الشيخ الفاضل عبد الحليم محمود بمركز عبد الله بن مسعود لتحفيظ القرآن الكريم بالحد، وحصل على الإجازة والشهادة من وزارة العدل والشئون الإسلامية بتقدير ممتاز.

## علماؤه
درس الشيخ على يد كل من الشيخ محمد بن صالح العثيمين و الشيخ عبد العزيز بن باز و الشيخ عبد الله الغنيمان

## الحالة الاجتماعية
متزوج، وله أربعة أبناء وبنت واحدة.

## روابط خارجية
- [ نبذة عن القارئ: http://alfajrsite.net/site/about_qurra/ebrahim_alkhodri.html]
- [تلاواته: http://www.alfajrsite.net/site/index.php?action=songs&id=79]
- [دروسه:https://web.archive.org/web/20160304233851/http://alfajrsite.net/forum/forumdisplay.php?s=99146ae6e6ef90526ae4702b755c506a&f=50]